# Campeonato Catarinense de Futebol Feminino de 2023
O Campeonato Catarinense de Futebol Feminino de 2023 foi a décima quinta edição deste campeonato de futebol feminino organizado pela Federação Catarinense de Futebol. Foi disputada por sete equipes entre os dias 5 de agosto a 8 de novembro.
Inicialmente a final estava marcada para o dia 15 de outubro, porém com as fortes chuvas que atingiram o estado de Santa Catarina, a final foi remarcada para o dia 8 de novembro. O segundo jogo da final era para ser na cidade de Caçador no estádio Salézio Kindermann, porém por causa do fato ocorrido, foi remarcado para a cidade de Florianópolis, no estádio da Ressacada.
O título ficou com a equipe do Kindermann/Avaí após vencer o Fluminense-SC na final. O primeiro jogo foi na Arena Joinville em Joinville e terminou com a vitória do time visitante por 2 a 0. A segunda partida que era para ser realizada na cidade de Caçador foi remarcada para a capital do estado, no estádio da Ressacada. Com o placar final de 3 a 0, o time do sul do estado ficou com o título do Campeonato Catarinense Feminino.
Como o Avaí/Kindermann já está na primeira divisão do Campeonato Brasileiro Feminino, o Fluminense garantiu vaga para a Série A3 de 2024.

## Regulamento
O Campeonato Catarinense Feminino é realizado em duas fases. Os sete participantes se enfrentam em turno único entre si, onde as quatro melhores equipes avançaram para a fase final. A segunda fase é composta por semifinais e final em jogos de ida e volta.
O campeão garante vaga para a Série A3 de 2024 desde que não esteja em outras séries da competição nacional, caso isso aconteça a vaga será repassada ao vice-campeão.

### Critérios de desempate
Na fase de pontos corridos, em caso de igualdade na pontuação, são critérios de desempate: 

1) mais vitórias; 

2) melhor saldo de gols; 

3) mais gols pró; 

4) confronto direto; 

5) menos cartões vermelhos; 

6) menos cartões amarelos; 

7) sorteio. 

## Equipes participantes
| Avaí/Kindermann | Caçador        | Salézio Kindermann          | 13 (2022) |
| AMBE | Timbó          | Complexo Esportivo de Timbó | —         |
| Criciúma | Criciúma       | CT Antenor Angeloni         | —         |
| Fluminense-SC | Joinville      | Sadalla Amin Ghanen         | —         |
| AJFF | Jaraguá do Sul | Eurico Duwe                 | —         |
| Joinville | Joinville      | CT Morro do Meio            | —         |
| Marcílio Dias | Itajaí         | Hercílio Luz                | —         |
| Avaí/Kindermann Criciúma AJFF AMBE Marcílio Dias Joinville Joinville: Fluminense-SC JoinvilleLocalização das equipes participantes. |                |                             |           |

## Primeira fase
| Pos | Equipes         | Pts | J | V | E | D | GP | GC | SG  | %   | Zona de classificação     |
| --- | --------------- | --- | - | - | - | - | -- | -- | --- | --- | ------------------------- |
| 1   | Avaí/Kindermann | 18  | 6 | 6 | 0 | 0 | 31 | 0  | +31 | 100 | Classificados à semifinal |
| 2   | Criciúma        | 13  | 6 | 4 | 1 | 1 | 29 | 6  | +23 | 72  | Classificados à semifinal |
| 3   | Fluminense-SC   | 10  | 6 | 3 | 1 | 2 | 13 | 15 | –2  | 56  | Classificados à semifinal |
| 4   | Marcílio Dias   | 9   | 6 | 3 | 0 | 3 | 6  | 14 | –8  | 50  | Classificados à semifinal |
| 5   | Joinville       | 6   | 6 | 2 | 0 | 4 | 13 | 14 | –1  | 33  | Eliminados                |
| 6   | AJFF            | 6   | 6 | 2 | 0 | 4 | 9  | 16 | –7  | 33  | Eliminados                |
| 7   | AMBE            | 0   | 6 | 0 | 0 | 6 | 3  | 39 | –36 | 0   | Eliminados                |

## Fase final
Em itálico, as equipes que disputaram a primeira partida como mandante. Em negrito, as equipes classificadas.
|  | Semifinal       | Semifinal     | Semifinal | Semifinal |   |                 | Final | Final | Final | Final |
|  |                 |               |           |           |   |                 |       |       |       |       |
|  | Avaí/Kindermann | 7             | 11        | 18        |   |                 |       |       |       |       |
|  | Marcílio Dias   | 1             | 0         | 1         |   |                 |       |       |       |       |
|  | Marcílio Dias   | 1             | 0         | 1         |   | Avaí/Kindermann | 2     | 3     | 5     |       |
|  |                 |               |           |           |   | Avaí/Kindermann | 2     | 3     | 5     |       |
|  |                 | Fluminense-SC | 0         | 0         | 0 |                 |       |       |       |       |
|  | Criciúma        | Fluminense-SC | 0         | 0         | 0 | 0               | 3     | 3     |       |       |
|  | Criciúma        |               |           |           |   | 0               | 3     | 3     |       |       |
|  | Fluminense-SC   | 3             | 3         | 6         |   |                 |       |       |       |       |

## Final

### Jogo de ida
| 12 de outubro | Fluminense-SC | 0 – 2  | Avaí/Kindermann                        | Arena Joinville, Joinville            |
| 15:00         |               | Súmula | 65' Dani Venturini · 78' Maria Vitória | Árbitro: SC Igor da Silva Albuquerque |

### Jogo de volta
| 8 de novembro | Avaí/Kindermann                                            | 3 – 0  | Fluminense-SC | Ressacada, Florianópolis             |
| 20:00         | Lourdes González 28' · Raquelzinha 35' · Pâmela Santos 42' | Súmula |               | Árbitro: SC Tainan Bordignon Somensi |

## Premiação
| Campeão do Campeonato Catarinense de Futebol Feminino de 2023 |
| ------------------------------------------------------------- |
| Avaí/Kindermann Campeão (14° título)                          |

## Classificação final
| Pos | Equipes         | Pts | J  | V  | E | D | GP | GC | SG  | %   | Zona de classificação                               |
| --- | --------------- | --- | -- | -- | - | - | -- | -- | --- | --- | --------------------------------------------------- |
| 1   | Avaí/Kindermann | 30  | 10 | 10 | 0 | 0 | 54 | 1  | +53 | 100 | Campeão                                             |
| 2   | Fluminense-SC   | 14  | 10 | 4  | 2 | 4 | 19 | 23 | –4  | 47  | Vice-campeão e classificado para a Série A3 de 2024 |
| 3   | Criciúma        | 14  | 8  | 4  | 2 | 2 | 32 | 12 | +20 | 58  | Eliminados nas semifinais                           |
| 4   | Marcílio Dias   | 9   | 8  | 3  | 0 | 5 | 7  | 32 | –25 | 38  | Eliminados nas semifinais                           |
| 5   | Joinville       | 6   | 6  | 2  | 0 | 4 | 13 | 14 | –1  | 33  | Eliminados na primeira fase                         |
| 6   | AJFF            | 6   | 6  | 2  | 0 | 4 | 9  | 16 | –7  | 33  | Eliminados na primeira fase                         |
| 7   | AMBE            | 0   | 6  | 0  | 0 | 6 | 3  | 39 | –36 | 0   | Eliminados na primeira fase                         |